# Pretty Persuasion
Pretty Persuasion is een film uit 2005 onder regie van Marcos Siega. De productie werd op het Sundance Film Festival genomineerd voor de juryprijs, die uiteindelijk naar Forty Shades of Blue ging.

## Verhaal
Kimberly Joyce (Evan Rachel Wood) is een vijftienjarige tiener die opgroeit in een disfunctioneel gezin. Haar moeder heeft geen contact meer met het gezin en vader Hank (James Woods) is een drugsverslaafde die alleen aan zichzelf denkt. Ze heeft daarbij een hekel aan haar veel jongere stiefmoeder Kathy (Jaime King) en laat haar dit bij elke gelegenheid weten.
Kimberly en haar beste vriendin Brittany (Elisabeth Harnois) zijn aspirerende actrices die hopen op een doorbraak. Brittany heeft een relatie met Kimberly's ex-vriend Troy (Stark Sands), maar Kimberly laat haar bij herhaling weten dat wat haar betreft hun vriendschap boven een jongen gaat. Samen hebben de meisjes er veel plezier in om hun leraar Percy Anderson (Ron Livingston) uit te dagen, die hier zeer gevoelig voor is. In plaats van over de schreef te gaan, leeft die zijn fantasieën niettemin thuis uit op zijn vriendin Grace (Selma Blair).
Op een dag besluiten Kimberly, Brittany en de Arabische Randa (Adi Schnall) leraar Anderson aan te klagen voor seksuele intimidatie en aanranding. Kimberly en Brittany hopen hiermee in de media te komen, hoewel hun leraar hun in realiteit niets misdaan heeft. Wat Brittany niet weet, is dat Kimberly met het gebruik van seksuele handelingen niet alleen zorgt voor een goede advocaat voor henzelf, maar ook voor leraar Anderson. Het gevolg hiervan is dat Brittany onder grote druk meteen de waarheid bekent, wanneer ze in de getuigebank terechtkomt.
Wat blijkt, is dat Kimberly alles in scène heeft gezet om Brittany te grazen te nemen. Ze koestert wel degelijk wrok voor haar omdat zij uitgaat met Troy, die Brittany naar haar mening heeft afgepakt. Alle drie de meiden worden van school getrapt, maar Kimberly zelf komt er in de media het beste vanaf. Haar naam zingt wel degelijk rond zoals ze wilde, maar omdat ze als minderjarige seks had met verslaggeefster Emily Klein (Jane Krakowski), chanteert ze deze om haar kant te kiezen. Randa kan haar conservatieve familie niet meer onder ogen komen en schiet zichzelf dood. Kimberly verkrijgt middels de media de gewenste aandacht, waar Brittany in de vergetelheid raakt.

## Rolverdeling
| Acteur            | Personage             |
| ----------------- | --------------------- |
| Evan Rachel Wood  | Kimberly Joyce        |
| Elisabeth Harnois | Brittany              |
| Ron Livingston    | Leraar Percy Anderson |
| Adi Schnall       | Randa                 |
| Jane Krakowski    | Emily Klein           |
| James Woods       | Hank Joyce            |
| Selma Blair       | Grace Anderson        |
| Jaime King        | Kathy Joyce           |

## Productie
Voor de rol van Kimberly Joyce werden audities gehouden. De twee grootste kanshebbers waren actrices Jena Malone en Evan Rachel Wood. De rol ging uiteindelijk naar Wood, die in eerste instantie Brittany zou spelen.
Wood vertelde in een interview dat ze voor het spelen van de rol inspiratie haalde uit haar eigen ervaringen op de middelbare school. Ze legde uit dat zij op school ook te maken had met een gemene tiener die haar uiteindelijk met de grond gelijk maakte.